# ONE OUTS
《ONE OUTS》是日本漫畫家甲斐谷忍創作的日本漫畫作品，正式標題是《ONE OUTS Nobody wins, but I!》。於集英社的漫畫雜誌《Business Jump》1998年24號至2006年18號期間進行連載。單行本全19卷。
電視動畫從2008年10月起開始播放。伴随動畫版的播出，在2008年10月1日發售的《Business Jump》上開始短期集中連載《ONE OUTS 疑惑的全明星賽篇》，其後作爲漫畫第20卷來發行。台灣於2010年1月開始發行DVD，譯為《鬼影投手ONE OUTS》。

## 劇情簡介
1998年12月，日本職業棒球隊「埼京彩珠Lycaons」（埼京彩珠豺狼隊）的王牌打者兒島弘道與隊上學弟中根及木野崎到沖繩縣行自主訓練。而在某一天，中根和木野崎在尋找隊上新投手人才的時候，遇見了一場名為“One Outs”的賭博活動，而和號稱「不敗」的渡久地東亞相遇了。
本作比起棒球漫畫，更像是鬥智漫畫，如同棒球版的鬥牌傳說。並不注重一般團體運動作品中重視的友情、努力、團隊合作；而是強調計謀、技術犯規、心理戰、竊聽暗號以及球隊合約等。運用了其他作品中幾乎不會用到的、相當細部的棒球規則來做為比賽與故事的核心，有著許多其他棒球題材作品中完全沒有的要素。
- one out (漫畫1-84話)
- 新one out (漫畫85-124話)
- 奪冠 (漫畫125話-168話)
- 番外篇「1999~nineteen-ninetynine」 (全7話)

## 人物介紹

### Lycaons
埼京彩珠豺狼隊，是日本職業棒球「Paradise聯盟」的球隊，以埼玉縣大宮市大宮棒球場為主場，三十年前曾拿過總冠軍，之後卻始終敬陪末座；但因為球隊老板有在當地開設棒球場，而且有王牌打者兒島弘道的關係，仍然具有一定程度的人氣，入座率甚至是聯盟中數一數二。但因為球隊老板設立棒球隊完全是為了利益考量，並沒有積極訓練隊員。在聯盟中是唯一一支收支黑字的球隊，因此被「中央聯盟」盯上，意圖阻止其發展。渡久地接手後，以一場勝差擊敗Mariners奪冠，並在日本系列賽中以4比2擊敗中央聯盟的Ganalians成為總冠軍。

#### 球員
渡久地東亞（聲優：萩原聖人（日本）；賀宇傑（台灣））
本作的主角，投手，右投右打，背號77號。年齡目測約20歲左右。
一頭金髮，受到兒島的邀請而加入不受看好的Lycaons。雖然球速平均時速只有約125KM，也只會投直球不會投變化球。這樣的能力乍看之下無法在職業棒球中生存下去，但是天賦異秉的東亞卻能在出手瞬間，利用手指控制球出手的轉速，任意投出高轉速或低旋轉球，使打者以為球路單調好打，揮棒時卻感覺球從棒子旁跑掉一樣。另外其控球能力相當精準且穩定。他最強的武器是能看穿人心並使其動搖，讓場面轉為對自己有利的局面。
在沖繩的「One Out」遊戲中達成499連勝，但第500場認定敗給兒島，遵守承諾加入Lycaons，幫助其獲得總冠軍。與Lycaons老板訂下「One Outs」契約：當他站上投手丘的時候，每讓一名打者出局，Lycaons老板就必需支付他500萬日元的薪水；相反的，只要在他手上失去一分，他就支付Lycaons老板5000萬日元。最終渡久地讓「彩川組」垮台。
初次正選登場就在對Fingers的熱身賽中投出無失分無安打的完美比賽。
對陣皇者Mariners時被逼連續三次正選，在第三場比賽因疲勞連失16分，但其實是渡久地為了拖延至下雨達至無效比賽的策略，並以此反超前17分，最終讓對手放棄比賽，亦使因把賠率提升至20倍彩川由賺取150億變成需要支付渡久地15億（因為對手放棄比賽後比分會視為9比0，等同完全封鎖對手）。
因彩川想將他賣走，被了繼續達成和兒島的約定，主動更改合約，把三位二軍都表現不好的選手倉井一、梅域加及菅平源三都拉進ONE OUT合約，附加每一個打點加5000萬，三次出局則減5000萬，並且最少要有兩人擔任正選至第5回合，以對自己極其不利的新規則讓彩川放棄賣走他，繼續和他對賭。由於3人表現非常差勁，讓渡久地處於劣勢，甚至在面對Fingers的比賽中薪金一度陷入負數，但隨著他設計讓倉井一及梅域加覺醒潛能，並讓菅平彷效兒島以犧牲死球方式取得打點，讓渡久地重奪優勢，單場大賺超過48億。
在第34場比賽對BlueMars時察覺對手想弄傷自己，故意裝作右手被棒球擊中，引誘彩川把賠率提升至200倍後打出第二次無安打無失分記錄，讓彩川在單單這場已經損失270億，成功在第35場比賽後讓彩川破產。
在加入Lycaons時已經知道老板沒有心經營球隊，選擇和Tronpos合作並讓彩川破產而放棄球隊。但得知Tronpos老板三田村要只是想收購隊伍名額而非隊伍本身，決定以三倍價錢收購Lycaons成為老闆。
和以Ganalians老板田邊常行為首的經營者聯盟協議，以一星期為單位，期間隊伍不能出現赤字、不能與榜首球隊勝差10場以上，以及最終取得例行賽冠軍的條件下擔任老板。以售價較貴但落敗就全數金額退回觀眾的「L Ticket」讓球隊門票完售，也讓Lycaons隊員明白真正的團隊精神，成為隊伍奪冠的一大要素。
在明星賽寫下10個三振的新記錄。在例行賽最終面對Mariners五連戰的首戰中犧牲自己讓球隊慘敗1比36，但同時讓Mariners所有選手的打擊姿態改變，讓對手在之後四場比賽都無法得分，最終為Lycaons奪下總冠軍，但在奪冠同時消聲匿跡，沒有再出現。
兒島弘道（児島 弘道，聲優：磯部勉（日本），陳宏瑋（台灣））
背號9號。43歲，Lycaons當家第四棒，日本的國民英雄，被稱之為「不走運的天才打者」。
在加入Lycaons隊第一年就拿下了新人王，之後更風光奪下打擊王7次、全壘打王5次、打點王8次、3冠王2次，但卻沒帶領過Lycaons得到總冠軍過。為了尋找某種決定性的「取勝元素」而前往沖繩訓練，遇上了渡久地。並以球員生涯來和渡久地打賭，與渡久地對決中，被渡久地察覺自己因傷無法打中內角高球的事實後，不惜故意讓自己被球打中而勝出，並帶領渡久地進入職業棒球。
得知球隊破產原因是渡久地的天價薪金後，隊伍打算投票是否出賣渡久地時，向球員表達自己打棒球是為了球迷，為了自保而出賣渡久地會讓球迷失望，並表示若渡久地被逼離開，他也會跟著離開棒球界，成功說服Lycaons隊員，以全票通過的方式決定不公開渡久地的薪金。
在例行賽最後一場賽事中在河中手上擊出全壘打，讓Lycaons奪冠。在渡久地消失後退役並接手並將Lycaons建立成平民球隊。
出口智志（聲優：山口勝平（日本），黃乾師（台灣））
背號3號。Lycaons當家捕手，也是隊長。
除兒島弘道外，最早發現渡久地投球的才能的人。由於需要多次練習如何接住渡久地那沒有任何暗號就發出的投球，慢慢成為渡久地其中一位核心伙伴，經常與渡久地及兒島商議比賽策略。
在日本系列賽奪得總冠軍，後在記者會上以隊長身分公開感謝已經離開的渡久地。
吉田（聲優：西村朋紘（日本），鍾少庭（台灣））
背號6號。Lycaons當家游擊手，彩川會長的走狗之一。
在投手時期遭彩川設計陷害，被掌握打假球的證據而不得不成為其走狗。被彩川要求在對Eagles的比賽中故意失誤陷害渡久地，但反被渡久地打動，幫助其取得勝利。比賽完結後出走美國，打算從投手開始重新出發。
倉井一
背號66號。原二軍投手，被渡久地提升為一軍。
能投出165km的豪速球，但因一次投打對決中失手擊中梅域加的頭部後心生恐懼，變成畏縮平凡的投手而不被重用。被渡久地一同帶上一軍，初期登場時毫無建樹，除渡久地外唯一看透其隱藏才能的人便是天海太陽。被渡久地安排，在觀眾刺激及倉井的啟蒙恩師入場觀賽的作用下，解除心理障礙，同時在與天海的對決中勝出。克服心魔後成為隊伍強力投手之一，但他是標準的「30球肩」，只能擔任中繼或終結投手。在賽季最後一場對決中，三振高見幫助Lycaons奪冠。
梅域加（ジョン・ムルワカ）
背號96號。原二軍，被渡久地提升為一軍。
多明尼加人，身高207cm，在美國大聯盟體系的3A層級有過3年經驗。透過觀看成人影片學習日語，致使對於對話用詞有錯誤認知。曾被倉井以高速球打中頭部而出現心理陰影，因此對於任何來球的打擊時機總是慢一拍。其實是能打出高水準擊球的人，在渡久地的設計下，讓他擊打時機重新校準，從Fingers投手河中身上取得全壘打。及後多次為隊伍擊出全壘打，成為主力。
菅平源三
背號22號，35歲。曾是Lycaons的希望選手，但因為受傷及賭博而失去當初的自信及實力，被下放二軍。在兒島的請求下讓渡久地將他提升至一軍。
和倉井一、梅域加不同，並非因才能而被提升但不自知，被渡久地及兒島喝罵後醒覺自己可能再無法出場打棒球，在渡久地的暗示下，他彷效兒島故意讓球打中，為隊伍取得打點，同時為自己爭取留隊的機會。
在「L Ticket」制度下，他因為賭博的喜悅而重新掌握擊球方法，因此從二軍被提拔回一軍，在隊伍處於落後時一手帶戰隊反勝，同時也是最早領悟渡久地所指真正的團隊精神是「由我來帶領戰隊勝出，而不是依靠隊友」的人。及後繼續以進取及智慧形打法活躍於隊伍，最終也實現了年輕時要和兒島帶領Lycaons奪冠的宏願。
胡桃澤浩二（胡桃沢 浩二，聲優：高城元氣）
背號5號。在隊伍中的擊打能力非常弱。自知實力較弱，轉而研究其他投手的習性，讓他不時有上佳表現，甚至打出過追平比數的滿貫全壘打。是渡久地以外另一位以頭腦及策略補足能力的智慧型選手。
引入「L Ticket」制度後，一度為MVP榜末，只有200日元薪金。但沒有因此自暴自棄。靠著收看錄影和觀察數據發現Bugaboos投手磯邊優三投上飄球時的微小動作，成績從這位在賽季有著0失分紀錄的王牌救援投手中擊出滿壘全壘打追平比分，獲得當天MVP第二位，總排行由最後一名飛躍至第四位。
今井建一（聲優：奈良徹）
背號15號。隊伍當家三壘手和遊擊手。情緒波動較大，喜怒形如色。曾在對Eagles比賽中獨自取得三重殺。
藤田晉（藤田 晋，聲優：逢坂力）
背號7號。隊伍當家左外野手。因上賽季右大腿受傷而由左場手轉為三壘手，右腳不穩的弱點被Bugaboos教練城丘克郎利用而讓丹尼斯強森成功盜本壘，成為渡久地職棒生涯首次失分。但渡久地之後讓他站在超前位置縮短投接球時間，成功破解戰術。
近藤太（聲優：徳本恭敏）
背號19號，Lycaons內左右開弓的打者，其特徵為鼻子上貼著一條膠布。去年只擊出過4次全壘打，但在渡久地設計下，成功在去年只失過四支全壘打的吉田均手上擊出全壘打。
西村恭介（聲優：徳本恭敏）
背號30號，一疊手，右手投球，擊球可左右開弓，光頭。
速度緩慢，但在面對Mariners因對手急於完結比賽，被他達成生涯首次盜壘，但因最後Mariners宣佈放棄比賽而沒有成為正式紀錄。
荒村英雄（聲優：大畑伸太郎）
背號41號，隊伍一壘手兼左外野手，擅於長打。在球數1好2壞時打率高達75%，但2好球時則很脆弱，17次打席0安全打。
富岡（聲優：園部好徳）
背號12號，隊伍右外野手，但也可以打二壘，右投右打，擅長短打。在對Bugaboos的賽事中被渡久地威脅告發他不忠行為，而被逼聽從他而將球打向丹尼斯強森守備位置，在渡久地用計下暴露了強森不能暫停視線的弱點，讓Lycaons反超前。
井之町三太（聲優：徳本恭敏）
背號28號，二疊手，右投左打，有不錯的上壘紀錄。在全明星賽第一球就打出安全短打，之後更盜壘成功，讓Paradise聯盟隊在一開始就鎖定勝局。
高橋正征
背號28號（和井之町一樣，可能是作者失誤），左手投手。金髮。曾經公開嘲笑二軍晉升的倉井、梅域加及菅平而引起內鬥。及後被渡久地要求以比正常近5米的距離近身投球，協助梅域加糾正擊球姿勢，讓他成功從河中手上擊出全壘打。
在對新生Mariners隊時作為首發投手出場，被渡久地要求只能投好球，每一個壞球罰100萬，好球則賺50萬。第一局因為太害怕對方而多次投出壞球及被取得3分而要罰500萬。在只能想到追回罰金的情況下進入忘我境界，打破心理限制，接連封鎖對手，最終獲得350萬獎金。之後告訴隊友，他完全忘記了對手是Mariners這件事。例行賽最終五連戰中在第二場登板，因渡久地在第一場設計改變了Mariners所有棒球手的的打擊姿態，讓他在第二局僅失4支安打並零封對手，以2比0勝出，最終隊伍連勝四場奪冠。
三井
背號19號，右手投手。
在對新生Mariners隊時作為第3、4局的投手出場，因賞罰金制度打破心理限制，面對Mariners強力打線只失了一分。
西岡（聲優: 逢坂力）
背號21號，右手投手。
在對新生Mariners隊時作為第5、6局的投手出場，因賞罰金制度打破心理限制，面對Mariners強力打線只失了一分，獲得賞金600萬。
長谷川順平
背號21號，右手中繼投手。
在對新生Mariners隊時作為第7、8局的投手出場，因賞罰金制度打破心理限制，面對Mariners強力打線保持不失，獲得賞金800萬。

#### 職員
彩川恆雄（聲優：內海賢二（日本），林協忠（台灣））
中堅建築公司「彩珠組」（連載後期改為「彩川組」）的會長，同時也是Lycaons的董事。
對於經營球隊毫無興趣，利用彩珠組本身逐漸惡化的契機，決定在球季後出售球隊。因為條件是今季營收的10年數值，所以放棄球隊勝利，不做任何補強動作，努力以最高價錢將球隊出售。
與渡久地簽訂極不平等的One Outs契約。雖會用各種卑劣手段阻止渡久地取勝，然而卻是一個願賭服輸之人，在每次比賽後都會支付其應得薪金。在漫畫第14卷中被渡久地擊垮。
秘書（聲優：安井邦彥（日本），陳宏瑋（台灣））
彩川會長隨侍秘書，隨時報告比賽過程中會長與渡久地契約中的金額變動。
及川滿夫（及川 満夫，聲優：古川登志夫（日本），李景唐（台灣））
球團的行銷部長，看不慣彩川會長的做法，會暗中幫助渡久地。
三原雄三郎（聲優：飯塚昭三（日本），林協忠（台灣））
背號79號，Lycaons總教練，懦弱無能，是彩川會長的走狗。容易被錢牽著鼻子走，劇中也曾被渡久地以五千萬誘惑，條件是必須聽從渡久地的戰術。在渡久地接手後仍然為總教練，但一樣沒太多實權。
冴島明夫
Lycaons投手教練。
中根（聲優：高木渉（日本），黃乾師（台灣））
Lycaons二軍投手，和兒島一起在沖繩訓練。在和渡久地的「One Out」遊戲中慘敗。
木野崎
Lycaons訓練員，和兒島一起在沖繩訓練。

### Mariners
千葉水手隊，連續三年得到日本冠軍，擁有金三角（湯馬士、布魯克林、高見）打擊陣線的聯盟最強球隊。
忌野喜郎（聲優：龜井三郎（日本），陳宏瑋（台灣））
背號97號，水手隊總教練，自視甚高，因為自己的一己之見將球隊帶入輸球的困境。在雨戰中落敗前被渡久地說服，負起輸球責任放棄比賽，讓吉良和田代的失分紀錄被取消。引入明星球員後，一度在對豺狼隊時領先5比1，但因為自尊心而拒絕在領先四分下派出皇牌救援投手水橋，結果被豺狼隊一口氣追平比分，最終平手收場而錯失獲勝機會。
明星賽時被投選為Paradise聯盟的總教練。
高見樹（聲優：松風雅也（日本），李景唐（台灣））
背號4號。打擊率超過四成，現任安打王、得分王。動態視力格外優異，被稱為「影之砲手」、天才型的打者，亦是隊上核心人物。是作品中唯一可以在能力上與和渡久地比肩的人，多次研究打敗渡久地的方法。為擊敗渡久地，甚至自費打造一台能夠極大程度模擬渡久地投球的投球機，是第一位從渡久地手上擊出全壘打的人，並說服隊友一起用投球機訓練對抗渡久地的方法，短期內解決了隊內分裂的局面。在最後與豺狼隊的冠軍連戰之中，是最先察覺全員擊球姿勢改變的人，可惜為時已晚。
布魯克林（Brooklyn，聲優：大友龍三郎（日本），林協忠（台灣））
背號30號。水手隊第四棒，現任全壘打王。比賽時總會帶著30根加重球棒，但其個性容易激動，生氣時會將球棒折斷。在後期水手隊收購數個他隊明星球員後掉至第六棒，對外來隊員非常排斥，認為水手隊已經足夠優秀了，外來者只會礙事。因此被渡久地設計，令布魯克林成為分裂水手隊的導火線。對天海有過度強烈的對抗心而被利用，因太想擊出全壘打而被渡久地設計打出三次雙殺，讓吉良公開痛罵他，進一步分裂水手隊。後來利用模擬渡久地投球的投球機不停苦練，終於破解渡久地投球，擊出全壘打。
雷夫特‧湯瑪士（Thomas，聲優：關智一（日本），李景唐（台灣））
背號57號。金三角的第三棒，上壘率聯盟第一，盜壘表現優異。
吉良信光（聲優：鳥海浩輔（日本））
背號17號，31歲。初登場前保持著未讓豺狼隊得分的紀錄，但水手隊教練為了讓比賽早點結束，下令吉良不能進行投球練習直接投球，且由於渡久地在投手丘故意踩出坑洞，令吉良投出大量壞球，數據變的極其糟糕，為了讓比賽不成立故意投出數次牽制球拖延時間，最終被換下場。下場前將投手丘的坑洞踩得更深，使得後續的投手更難投出好球。在水手隊分裂時加入天海一派，並在比賽前主動挑釁布魯克林。
田代浩二（聲優：徳本恭敏）
背號19號。水手隊投手，擅長曲線球。在和豺狼隊雨戰時接替吉良投球，但因吉良把投手丘的坑洞踩深及下大雨而無法正常投球，被豺狼隊反超前。
伴坂
背號37號，20歲，已換任水手隊救援投手四年。在兒島出場代打時出場任救援投手，在渡久地設計下，害怕擊中兒島受傷的手而投出外角低球，被兒島打出再見全壘打，因救援失敗被球迷痛罵而難以振作，這場後再沒有在對豺狼隊的比賽中出現過。

### Bugaboos
大阪妖怪隊，五年前贏得冠軍，但近年是和Lycaons爭奪聯盟倒數第一的位置。本季引進有「智將」之稱的城丘克郎重建球隊。
城丘克郎（聲優：小川真司（日本），李景唐（台灣））
63歲，屬於謀略型的總教練，因習慣採用一三壘有人來得分的戰術，被稱為「一三壘魔術師」、「智將」。
丹尼斯‧強森（Dennis Johnson，聲優：楠大典（日本），林協忠（台灣））
背號99號。新洋將，城丘於美國田徑錦標賽上發現了這名頂尖的選手。由於從三壘到本壘僅2.6秒，號稱世界上最快的代跑跑者。城丘用來對付渡久地的秘密武器。靠著盜本壘讓渡久地首次失分。但之後被渡久地發現他只懂觸擊球、無法暫停視線等弱點，以及盜壘戰術的漏洞反擊而被逆轉賽事，也無法再得分。最後因肌肉消耗過多，在最後一次直接對決中盜本壘失敗出局。
在對BlueMars隊時被對手故意弄傷而上半季報銷，要明星賽後才能復出。
磯邊優三（磯辺 優三）
背號17號，Bugaboos的王牌救援投手，在本賽季中有著0失分的成績，但是投上飄球時有著難以察覺的習慣動作，並且被胡桃澤察覺，隨後上飄球便被胡桃澤擊出滿壘全壘打。

### BlueMars
神戶布爾馬隊，相當受到當地球迷的歡迎。新上任的球隊老闆將整個球團大規模的改革，主場神戶馬斯球場具有和美國職棒大聯盟球場同等規模大小。球團將設立於多明尼加的棒球學會的球員大量引進日本，再進行培育菁英的計畫，通過測驗而加入球隊的選手將能得到大聯盟級的薪水。也是屬於鹹魚翻身的球隊，主場勝率聯盟第一。然而事實上卻是透過主場作弊來獲得如此佳績（如同後來2017年MLB太空人隊那樣改造其主場並裝設攝影機偷取暗號），因此其客場勝率不及五成。
天堂哲治（聲優：喜多川拓郎）
布爾馬隊新任總教練，生涯877支全壘打，奪下17次全壘打王，無人能及。
城丘高志（聲優：辻親八（日本），李景唐（台灣））
布爾馬隊指導員，為妖怪隊總教練城丘克郎胞弟。實際上在休息區是由他下達命令，暗藏機關的棒球場也是由他負責建造。
佩德羅‧羅德里戈（Pedro Rodorigo，聲優：相澤正輝）
背號51號。外野手，布爾馬隊主砲，不擅應付變化球。經天堂總教練指點迷津後，成為了聯盟全壘打王。
史考特‧威廉斯（Scott Williams，聲優：三木真一郎（日本），李景唐（台灣））
背號65號。王牌救援投手，必勝球種為蝴蝶球。卻被渡久地看穿，實際上威廉斯投的是透過注水而令重心變化的「假蝴蝶球」。被看破假蝴蝶球只能朝著捕手丟的弱點而輕鬆盜壘，讓Lycaons反勝對手。
南芝
背號25號。高速球投手，原BooStars球員，因欠缺控球力，投出單季54死球的紀錄而被解僱。在BlueMars二軍時獲城丘高志用兩年時間改造成擁高控球力的投手，並以暴投作為武器獲得一軍機會。在對渡久地時試圖以死球讓對手受傷，但被渡久地甩球棒威嚇而不敢暴投，取得三好球出局結束。
川端（聲優：檜山修之）
背號44號。試圖以磨砂球陷害渡久地作弊，但被看穿而把砂紙藏在川端褲袋，被逼向渡久地下跪道歉。
三波
背後12號。原本只會投速度一般的直球和滑翔球，後來練習上飄球，被彩川恆雄用一千萬收買而故意擲中渡久地使他受傷。然而被看穿而只是假裝受傷，為下一場渡久地達成無安打完封比賽及讓彩川把賠率提升至200倍而破產埋下伏線。

### Eagles
水橋慎二 (聲優：野島裕史（日本）)
背號43號。優秀的救援投手，防御率1.02，上季獲得6勝34救援點而成為救援王。能夠以一模一樣的姿勢投出直球和滑球。除了被渡久地以口術製造姿勢漏洞而救援失敗外，共餘14場出場賽事均沒有失分。故事中後期被交易至水手隊。
吉田均
背號31號。下手投球手，上年度失分率最低的投手。故事中後期被交易至水手隊。被兒島稱為日本歷史上最厲害的下手投球手，豺狼隊員們認為其投球非常難被打中，就算被打中了也飛不遠，渡久地則認為雖然吉田是難以被擊中的投手，但絕不是厲害的投手。後渡久地提出"背部被死球擊中的人可以獲得獎金"引導隊員變換姿勢，使他們能夠擊中吉田投出的球，並產生吉田並不強及自己很厲害的錯覺，讓吉田在一局內先後被近藤、藤田及菅平打出全壘打，一口氣連取7分反超前7比5，最終Lycaons以15比11擊敗Mariners。

### Fingers
河中純一 (聲優：寺島拓篤（日本）)
背號18號。去年的新人王投手，亦是Fingers的主力投手，防御率3.01，球速極快，僅略遜倉井一籌，擅長指叉球，就連高見也無法擊中。故事中後期被交易至水手隊，因渡久地的離間計，與北大路、天海等同樣被交易至水手隊的選手，及水手隊上本來受到輕視的投手們和布魯克林產生衝突，險些使水手隊崩潰，最後受到水手隊教練為使其能夠獲得投手獎，而讓他在與豺狼隊的最終戰不上場並得以休息的作法觸動，親自向水手隊教練提出出戰，最終指叉球被兒島擊出全壘打，為了向自己挑戰選擇投至比賽結束。
北大路剛
Fingers隊的主力打者之一，故事前期因傷無法上陣，與天海太陽的擊球率僅次於水手隊的高見樹，高見表示其在壘上的計畫變幻莫測，且總是能成功，並且有著極強的擊球力，故事中後期被交易至水手隊
天海太陽
Fingers隊的主力打者之一，故事前期因傷無法上陣，與北大路剛的擊球率僅次於水手隊的高見樹，因有著出色的反應力與極佳的動態視力，亦獲得高見樹的高度評價，亦被其認為擊球率可能將超過自己，同時也是除渡久地外最早看出倉井才能的選手。渡久地與部長的對話中表示，天海與其一樣能夠看穿他人的實力，並且惜才，所以在與倉井一戰中才會想盡辦法激發他的潛能(也是為了向自己挑戰能否擊中豪速球)。故事中後期被交易至水手隊，因其個性的緣故，再加上渡久地的離間計，使水手隊的選手分裂為兩派(外來派與本來隊內不受待見的投手們以天海為首，水手隊的部分打者亦被布魯克林以出場順序威脅組成一派)。在後期針對渡久地的特訓中，也是最快掌握方法的人。最後敗給豺狼隊後總結道，雖然水手隊的選手實力遠超豺狼隊，但也被各種雜念纏身，而豺狼隊卻是一心一意為奪冠準備，才輸給他們。
仁科佑一
Fingers二隊投手，並曾在中央聯盟擔任過長年的捕手。外傳全明星賽篇的主角，因為高輪的策畫而被票選進入全明星賽欲使其出醜。曾在比賽中指示投手向高輪投出觸身球，使其受傷導致賽季報銷，並被球隊解雇，讓高輪對其恨之入骨。常常被高輪以此事威脅勒索。隱瞞自己的腰傷加入Fingers，被高輪威脅要公開此事而被迫答應他的計劃。為了完成高輪的計劃，在全明星賽中干擾渡久地，讓他無法打破連續三振紀錄，但很快便被渡久地察覺，被威脅如果再干擾他，就在五萬名觀眾面前揍他一頓。後向渡久地道歉並坦白真相，渡久地表示諒解後要他向高輪覆命。最終還是選擇幫助渡久地打破紀錄，並在賽後接到高輪的電話時表示，先前已將他說不會再威脅他的內容錄音，現在可以反過來威脅他，但卻沒有那麼做，隨後決定退出球壇，令高輪無法再威脅他。最終轉任教練，並下定決心要培養出像渡久地一樣擁有強力精神的球員。
谷川進一
Fingers領隊，從事職棒40年。在投訴菅平源三以死球博取得分時，被渡久地大聲喝罵而倒地退回替補席。

## 出版書籍
| 卷數 | 集英社         | 集英社                 | 天下出版   | 天下出版               | 天下出版 |
| 卷數 | 發售日期       | ISBN                   | 發售日期   | ISBN                   |          |
| ---- | -------------- | ---------------------- | ---------- | ---------------------- | -------- |
| 1    | 1999年6月18日  | ISBN 4-08-875799-8     | 2008年3月  | ISBN 978-988-215-581-7 |          |
| 2    | 1999年11月19日 | ISBN 4-08-875854-4     | 2008年4月  | ISBN 978-988-215-629-6 |          |
| 3    | 2000年4月19日  | ISBN 4-08-876012-3     | 2008年5月  | ISBN 978-988-215-661-6 |          |
| 4    | 2000年12月11日 | ISBN 4-08-876107-3     | 2008年6月  | ISBN 978-988-215-662-3 |          |
| 5    | 2001年8月17日  | ISBN 4-08-876197-9     | 2008年7月  | ISBN 978-988-215-732-3 |          |
| 6    | 2001年12月10日 | ISBN 4-08-876248-7     | 2008年8月  | ISBN 978-988-215-733-0 |          |
| 7    | 2002年6月19日  | ISBN 4-08-876312-2     | 2008年9月  | ISBN 978-988-215-739-2 |          |
| 8    | 2002年11月19日 | ISBN 4-08-876370-X     | 2008年10月 | ISBN 978-988-215-740-8 |          |
| 9    | 2003年4月18日  | ISBN 4-08-876430-7     | 2008年11月 | ISBN 978-988-215-792-7 |          |
| 10   | 2003年10月13日 | ISBN 4-08-876517-6     | 2008年12月 | ISBN 978-988-215-793-4 |          |
| 11   | 2004年3月19日  | ISBN 4-08-876588-5     | 2008年12月 | ISBN 978-988-215-819-1 |          |
| 12   | 2004年8月19日  | ISBN 4-08-876662-8     | 2009年1月  | ISBN 978-988-215-820-7 |          |
| 13   | 2005年1月19日  | ISBN 4-08-876747-0     | 2009年2月  | ISBN 978-988-215-857-3 |          |
| 14   | 2005年6月17日  | ISBN 4-08-876813-2     | 2009年3月  | ISBN 978-988-215-858-0 |          |
| 15   | 2005年11月18日 | ISBN 4-08-876885-X     | 2009年4月  | ISBN 978-988-215-887-0 |          |
| 16   | 2006年4月19日  | ISBN 4-08-877073-0     | 2009年5月  | ISBN 978-988-215-888-7 |          |
| 17   | 2006年6月19日  | ISBN 4-08-877099-4     | 2009年6月  | ISBN 978-988-215-965-5 |          |
| 18   | 2006年8月18日  | ISBN 4-08-877137-0     | 2009年6月  | ISBN 978-988-215-975-4 |          |
| 19   | 2006年11月19日 | ISBN 4-08-877162-1     | 2009年7月  | ISBN 978-988-215-988-4 |          |
| 20   | 2009年2月19日  | ISBN 978-4-08-877602-6 | 2009年8月  | ISBN 978-988-8029-35-8 |          |

## 電視動畫

### 工作人員
- 導演 - 佐藤雄三
- 系列構成 - 高屋敷英夫
- 主要人物設計 - 梅原隆弘
- 人物設計、總作畫監督 - 櫻井邦彥、高田晴仁、日向正樹
- 美術監督 - 上野秀行
- 色彩設計 - 堀川佳典
- 攝影監督 - 藤田賢治
- 編集 - 寺內聰
- 音樂 - 松本晃彥
- 音響監督 - 本田保則
- 製作人 - 中谷敏夫、田村學
- 動畫製作人 - 三田圭志
- 動畫製作 - MADHOUSE
- 製作著作 - ONE OUTS製作委員會（日本電視台、D.N. Dream Partners、VAP、MADHOUSE）

### 主題曲
片頭曲「Bury」
歌 - Pay money To my Pain（VAP）
片尾曲「Moment」
歌 - TRIBAL CHAIR（One-Coin records）

### 各話列表
| 話數   | 日文標題 | 中文標題         | 腳本       | 分鏡                  | 演出         | 作画監督 （動作作画監督）       | 總作画監督                 | 播放日期       |
| ------ | -------- | ---------------- | ---------- | --------------------- | ------------ | ------------------------------- | -------------------------- | -------------- |
| 第1話  |          | 神秘的男子       | 高屋敷英夫 | 佐藤雄三              | 米田和博     | 小泉初栄 （神志那弘志）         | -                          | 2008年 10月7日 |
| 第2話  |          | 賭徒             | 高屋敷英夫 | 池田重隆              | 池田重隆     | 高橋美香 （神志那弘志）         | 櫻井邦彦                   | 10月14日       |
| 第3話  |          | One Outs契約     | 高屋敷英夫 | 矢嶋哲生              | 矢嶋哲生     | 繁田享 （神志那弘志）           | 日向正樹                   | 10月21日       |
| 第4話  |          | 棒球隊的資格     | 高屋敷英夫 | 小野木一樹            | 小野木一樹   | 西岡夕樹、宮野都 （神志那弘志） | 高田晴仁                   | 10月28日       |
| 第5話  |          | 希望             | 高屋敷英夫 | 佐佐木奈奈子          | 佐佐木奈奈子 | 佐佐木昌彦 （神志那弘志）       | 櫻井邦彦                   | 11月4日        |
| 第6話  |          | 低轉速直球       | 広田光毅   | 細田雅弘              | 細田雅弘     | 菅野智之 （神志那弘志）         | 日向正樹                   | 11月11日       |
| 第7話  |          | Trick & Trap     | 広田光毅   | 米田和博              | 米田和博     | 小泉初栄                        | 高田晴仁                   | 11月18日       |
| 第8話  |          | 犯規大戰         | 高屋敷英夫 | 池田重隆              | 池田重隆     | 高橋美香                        | 櫻井邦彦                   | 11月25日       |
| 第9話  |          | 終結             | 高屋敷英夫 | 矢嶋哲生              | 矢嶋哲生     | 繁田享                          | 日向正樹                   | 12月2日        |
| 第10話 |          | 智將vs賭徒       | 広田光毅   | 岩城忠雄              | 村田尚樹     | 李政權、佐藤陵                  | 高田晴仁 櫻井邦彦 日向正樹 | 12月9日        |
| 第11話 |          | 世界上最快的人   | 広田光毅   | 佐佐木守 佐佐木奈奈子 | 佐佐木奈奈子 | 菊池愛、倉田綾子                | 櫻井邦彦                   | 12月16日       |
| 第12話 |          | 必殺投法         | 高屋敷英夫 | 新留俊哉              | Kim Min Sun  | Kim Dae Hoon Kim Bo Kyeong      | 日向正樹                   | 12月23日       |
| 第13話 |          | 被封印的雙腳     | 高屋敷英夫 | 細田雅弘              | 細田雅弘     | 菅野智之                        | 日向正樹                   | 2009年 1月6日  |
| 第14話 |          | 九人內野         | 広田光毅   | 笹木信作              | 平尾みほ     | 小泉初栄                        | 高田晴仁                   | 1月13日        |
| 第15話 |          | 一人內野         | 高屋敷英夫 | 池田重隆              | 池田重隆     | 高橋美香                        | 櫻井邦彦                   | 1月20日        |
| 第16話 |          | 暗藏玄機的棒球場 | 高屋敷英夫 | 坂田純一              | 矢嶋哲生     | 繁田享、日向正樹                | 日向正樹                   | 1月27日        |
| 第17話 |          | 騙人的蝴蝶球     | 高屋敷英夫 | 横山彰利              | 佐々木奈々子 | 高炅楠、金弼康                  | 高田晴仁                   | 2月3日         |
| 第18話 |          | 被解讀出來的暗號 | 広田光毅   | 横山彰利              | 細田雅弘     | 菅野智之                        | 日向正樹                   | 2月10日        |
| 第19話 |          | 暗中信號         | 広田光毅   | 矢野博之              | 中川聡       | 李政權                          | 櫻井邦彦                   | 2月17日        |
| 第20話 |          | 玩弄             | 高屋敷英夫 | 笹木信作              | 平尾みほ     | 小泉初栄                        | 高田晴仁                   | 2月24日        |
| 第21話 |          | 洩漏             | 高屋敷英夫 | 池田重隆              | 池田重隆     | 高橋美香、細居美恵子            | 櫻井邦彦                   | 3月3日         |
| 第22話 |          | 竊聽             | 広田光毅   | 矢嶋哲生              | 矢嶋哲生     | 細居美恵子、村谷貴志            | 日向正樹                   | 3月10日        |
| 第23話 |          | 攻略             | 広田光毅   | 佐佐木守 佐佐木奈奈子 | 米田和博     | 高炅楠、金弼康                  | 高田晴仁                   | 3月17日        |
| 第24話 |          | 陰謀             | 高屋敷英夫 | 細田雅弘              | 細田雅弘     | 菅野智之                        | 日向正樹                   | 3月24日        |
| 第25話 |          | 勝利的前方……     | 高屋敷英夫 | 佐藤雄三              | 佐藤雄三     | 櫻井邦彦、高田晴仁 日向正樹     | -                          | 3月31日        |

### 播放電視台
日本深夜動畫：下文記載的日本国内播放時間使用日本標準時間（UTC+9）表示。因為部分時間标识會採用30小时制，因此請留意这类超过24:00的时间，其實際播放時間為翌日清晨。
| NNS系列 星期二24:59時段                       | NNS系列 星期二24:59時段 | NNS系列 星期二24:59時段 |
| --------------------------------------------- | ----------------------- | ----------------------- |
|                                               | ONE OUTS                |                         |
| RD 潛腦調查室 （2008年4月8日－2008年9月30日） | 蒼天航路                |                         |

| 八大綜合台 星期六、日11:00 - 12:00 | 八大綜合台 星期六、日11:00 - 12:00         | 八大綜合台 星期六、日11:00 - 12:00 |
| ---------------------------------- | ------------------------------------------ | ---------------------------------- |
|                                    | 鬼影投手ONE OUTS (2013.10.12 - 2013.11.23) |                                    |
| 通靈王 (2013.06.22 - 2013.10.06)   | 銀魂 (2013.11.24 - 2014.08.10)             |                                    |